# Pseudopaludicola pocoto
Espèce
Pseudopaludicola pocoto est une espèce d'amphibiens de la famille des Leptodactylidae.

## Répartition
Cette espèce est endémique du Brésil. Elle se rencontre dans les États du Ceará, du Piauí, du Rio Grande do Norte, du Paraíba, du Pernambouc et du Minas Gerais.

## Publication originale
- Magalhães, Loebmann, Kokubum, Haddad & Garda, 2014 : A new species of Pseudopaludicola (Anura: Leptodactylidae: Leiuperinae) from northeastern Brazil. Herpetologica, vol. 70, no 1, p. 77–88.